# Controlador lógico programável

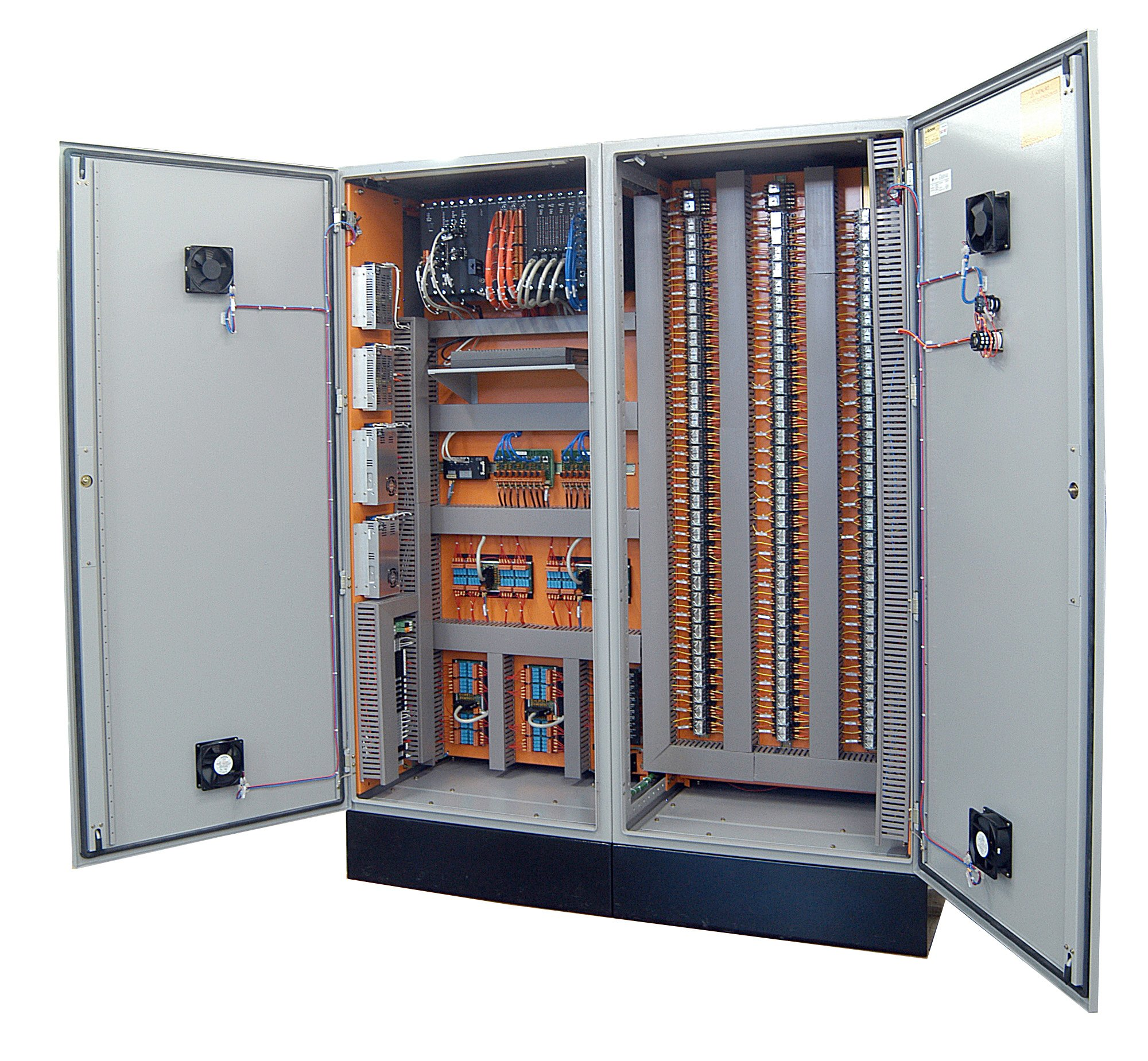
Painel de um Controlador Lógico Programável (CLP) da Altus, série AL-2000.

Controlador lógico programável (sigla CLP, do inglês: programmable logic controller - PLC) é um equipamento eletrônico especializado que desempenha funções de controlePE e monitoramento de máquinas e processos industriais de diversos tipos e níveis de complexidade, através de programas específicos desenvolvidos pelo usuário (cada controlador possui o próprio software)PB.
Conforme a Associação Brasileira de Normas Técnicas (ABNT) o Controlador Lógico Programável é um equipamento eletrônico digital com hardware e software compatíveis com aplicações industriais. Segundo a  National Electrical Manufacturers Association (NEMA), é um aparelho eletrônico digital que utiliza uma memória programável para armazenar internamente instruções e para implementar funções específicas, tais como lógica, sequenciamento, temporização, contagem e aritmética, controlando, por meio de módulos de entradas e saídas, vários tipos de máquinas ou processos.
O controlador possui um sistema operacional de tempo real, para controle de processos de alto risco, comum em indústrias, e um hardware que deve suportar condições extremas de trocas temperatura, umidade, pressão, entre outras situações as quais um computador padrão não suportaria.
Um CLP é o controlador indicado para lidar com sistemas de automação caracterizados por eventos discretos (SEDs), ou seja, com processos em que as variáveis  assumem valores zero ou um (ou variáveis ditas digitais, ou seja, que só assumem valores dentro de um conjunto finito). Podem ainda lidar com variáveis analógicas definidas por intervalos de valores de corrente ou tensão elétrica. As entradas e/ou saídas digitais são os elementos discretos, as entradas e/ou saídas analógicas são os elementos variáveis, baseados em valores conhecidos de tensão ou corrente.

## Uso
Na área de controle de processos, a aplicação se dá nas indústrias do tipo contínuo, produtoras de líquidos, materiais gasosos e outros produtos. No caso da automação industrial a aplicação ocorre nas áreas de produção em linhas de montagem, por exemplo na indústria do automóvel, onde o dispositivo fica instalado no quadro de comando. Um sistema típico, toda a informação dos sensores é concentrada no controlador (CLP) que de acordo com o programa em memória define o estado dos pontos de saída conectados a atuadores.
Os CLPs têm capacidade de comunicação de dados via canais seriais. Com isto podem ser supervisionados por computadores formando sistemas de controle integrados. Softwares de supervisão controlam redes de Controladores Lógicos Programáveis. Tem canais de comunicação nos que permitem conectar os CLP's à interface de operação (IHM), computadores, outros CLP's e até mesmo com unidades de entradas e saídas remotas. Cada fabricante estabelece um protocolo para fazer com seus equipamentos troquem informações entre si. Os protocolos mais comuns são Modbus (Modicon - Schneider Eletric), EtherCAT (Beckhoff), Profibus (Siemens), Unitelway (Telemecanique - Schneider Eletric), DeviceNet (Allen Bradley) RAPIEnet (LSis - LGis), PROFINET (Siemens e Phoenix Contact) entre muitos outros.
Redes de campo abertas como MODBUS-RTU, PROFIBUS, e mais recente PROFINET são de uso muito comum com CLPs permitindo aplicações complexas na indústria automobilística, siderúrgica, de papel e celulose, e outras.
Classificação 
Geralmente as famílias de Controladores Lógicos Programáveis são definidas por: capacidade de processamento; número de pontos de Entradas e/ou Saídas (E/S); tipo de controle; tamanho, em compactos, nos quais todos os pontos de entrada e saída estão juntos em uma mesma unidade, e modulares, onde os pontos de entrada e saída podem ser conectados e desconectados para alterar a estrutura e controlar outro processo; entre outras categorias. 

## História
Os Controladores Lógicos Programáveis (CLP's) foram desenvolvidos na década de 60, nos Estados Unidos, com a finalidade de substituir painéis de relés[1] que eram muito utilizados nas indústrias automobilísticas para executar controles baseados em lógicas combinacional e sequencial. Por serem eletromecânicos, os relés que eram utilizados nos dispositivos de controle apresentavam diversas desvantagens como problemas nos contatos, desgastes devido ao contato repetitivo, dificuldade na modificação da lógica de controle e necessidade de manutenções periódicas.
A GM (General Motors), montadora americana de automóveis,  tinha dificuldade em atualizar seus sistemas automáticos de montagem, pois sempre que mudava um modelo de automóvel ou método de produção, os técnicos passavam horas e até mesmo semanas fazendo alterações em painéis de controle, mudando fiação e instalando mais relés, algo que  trazia à empresa grande ociosidade e baixa produtividade. Diante desses e outros inconvenientes, e com a evolução dos processadores, a GM desenvolveu o primeiro projeto de  CLP para controlar de forma eficiente as máquinas automáticas em sua linha de montagem.
A partir deste momento, várias outras indústrias adotaram CLP's em suas linhas de produção e nos anos seguintes, com a aceleração de tecnologias eletrônicas os controladores lógicos programáveis foram cada vez mais difundidos.
A ideia inicial do CLP foi de um equipamento com seguintes características resumidas:
- 1. Facilidade de programação;
- 2. Facilidade de manutenção com conceito plugin;
- 3. Alta confiabilidade;
- 4. Dimensões menores que painéis de Relés, para redução de custo
- 5. Preço competitivo;
- 6. Expansão em módulos;
- 7. Mínimo de 4000 palavras na memória.

Podemos didaticamente dividir os CLP's historicamente  de acordo com o sistema de programação por ele utilizado:
- 1ª Geração: Os computadores de primeira geração se caracterizam pela programação intimamente ligada ao hardware do equipamento. A linguagem utilizada era o Assembly que variava de acordo com o processador utilizado no projeto do CLP, ou seja, para poder programar era necessário conhecer a eletrônica do projeto do CLP. Assim a tarefa de programação era desenvolvida por uma equipe técnica altamente qualificada, gravando-se o programa em memória EPROM, sendo realizada normalmente no laboratório junto com a construção do CLP.
- 2ª Geração:  Aparecem as primeiras “Linguagens de Programação”  não tão dependentes do hardware do equipamento, possíveis  pela inclusão de um “Programa Monitor “ no CLP, o qual converte (no jargão técnico, “compila”), as instruções do programa, verifica o estado das entradas, compara com as instruções do programa do usuário e altera os estados das saídas. Os Terminais de Programação (ou maletas, como eram conhecidas) eram na verdade Programadores de Memória EPROM. As memórias depois de programadas eram colocadas no CLP para que o programa do usuário fosse executado.
- 3ª Geração: Os CLP's passam a ter uma Entrada de Programação, onde um Teclado ou Programador Portátil é conectado, podendo alterar, apagar, gravar  o programa do usuário, além de realizar testes (Debug) no equipamento e no programa. A estrutura física também sofre alterações sendo a tendência para os Sistemas Modulares com Bastidores ou Ranks.
- 4ª Geração: Com a popularização e a diminuição dos preços dos microcomputadores (normalmente clones do IBM PC), os CLP's passaram a incluir uma entrada para a comunicação serial. Com o auxílio dos microcomputadores a tarefa de programação passou a ser realizada nestes. As vantagens eram a utilização de várias representações das linguagens, possibilidade de simulações e testes, treinamento e ajuda por parte do software de programação, possibilidade de armazenamento de vários programas no micro, etc.
- 5ª Geração: Atualmente existe uma preocupação em padronizar protocolos de comunicação para os CLP's, de modo a proporcionar que o equipamento de um fabricante “converse” com o equipamento outro fabricante, não só CLP's, como Controladores de Processos, Sistemas Supervisórios, Redes Internas de Comunicação e etc., proporcionando uma integração a fim de facilitar a automação, gerenciamento e desenvolvimento de plantas industriais mais flexíveis e normalizadas, fruto da chamada Globalização. Existem Fundações Mundiais para o estabelecimento de normas e protocolos de comunicação. A grande dificuldade tem sido uma padronização por parte dos fabricantes.

Com o avanço da tecnologia e consolidação da aplicação dos CLPs no controle de sistemas automatizados, é frequente o desenvolvimento de novos recursos dos mesmos.Com os CLP's temos um aumento na praticidade de processos industriais, não mais necessitando de relés eletromagnéticos, com isso aumentando a velocidade e produtividade de processos industriais.

## Vantagens
Dentre as vantagens de um Controlador Lógico Programável podemos citar:
- Redução do custo: em razão do grande número de relés e da necessidade de manutenção os CLP’s tornam-se uma opção mais viável.
- Imunidade a ruídos eletromagnéticos: o CLP conta com um sistema de isolamento contra ruídos elétricos.
- Facilmente configurável: com racks modulares,  é possível trocar módulos de entrada e saída de acordo com uma necessidade específica.
- Facilmente programável: as linguagens utilizadas (Ladder e Blocos de Funções[1], por exemplo) são de fácil aprendizagem e utilização facilitando  a construção da lógica de controle.  Além dessa facilidade, as linguagens permitem a realização de operações mais complexas que as feitas através de relés.
- Grande flexibilidade: em razão das linguagens utilizadas torna-se mais simples modificar a lógica do processo.
- Maior controle: por ser um equipamento microprocessado, traz ao usuário a facilidade de interação com o hardware via software, assim se torna muito prática e fácil a localização de falhas.
- Monitoramento on-line: podemos ter vários controladores conectados mantendo uma comunicação, e através dessa conexão podemos monitorar em tempo real os processos.
- Manutenção simples: muitas vezes o próprio CLP indica a existência de erros, como ausência de um sinal de entrada, por exemplo.
- Recursos para processamento em tempo real e multitarefa: o controle em tempo real permite uma exatidão muito maior na execução das tarefas.

## Especificações

### Ciclo de Varredura
Durante o seu funcionamento o PLC realiza uma sequência de operações denominada de ciclo de varredura. O tempo que o CLP leva para completar um ciclo denomina-se Tempo de Varredura ou Scan Time, os fabricantes em geral fornecem o tempo de varredura para executar 1024 (1K) instruções de lógica booleana[1]. Todas as tarefas realizadas pelo processador são executadas de forma sequencial e cíclica enquanto estiver sendo alimentado.

### Inicialização
No momento em que é ligado, o CLP executa uma série de operações pré – programadas: verifica o funcionamento eletrônico da CPU, memórias e circuitos auxiliares; Verifica o estado das chaves principais ( RUN / STOP /PROG) e verifica a existência de um programa de usuário.

### Verificação do Estado das Entradas
O CLP lê os estados de cada uma das entradas, verifica seus respectivos acionamentos e atualiza seus estados.

### Programa
O CLP armazena os resultados obtidos no decorrer do processamento e compara  com as instruções definidas no programa do usuário.

### Atualizar o Estado das Saídas
O CLP escreve o valor contido na memória nas  saídas, atualizando as interfaces ou módulos de saída, ou seja, liga ou desliga as saídas conforme seu programa. Inicia - se então, um novo ciclo de varredura. 

### Leitura/escrita de valores analógicos
Os sinais analógicos são variações de níveis de um valor mínimo ao valor máximo. 
Exemplo:
0 à 10V (Volts)
-10 à +10V
Nos registros podemos armazenar valores de até 16 bits de resolução, ocupando assim os 4 dígitos.
Se a resolução for de 1bit – Significa que podemos dividir o sinal analógico em dois (2) estados “0” e “1”.
Exemplo:
0V = 0 10V = 1 (porém nesse caso o sinal ainda é considerado digital).
Se a resolução de 2bit – Significa que podemos dividir o sinal analógico em quatro (4) estados “00”, “01”, “10” e “11”.
Exemplo:
0V = 00  ;  3,3V = 01  ;  6,6V = 10  ;  10V = 11.
Assim quanto mais bits de resolução, em mais partes podemos dividir a variação analógica.
Para cada CLP existem registros associados às entradas e saídas analógicas e o conteúdo desses registros são alterados instantaneamente à medida que se altera o sinal analógico.
Os valores analógicos são lidos no CLP como informações no formado 'word'. O acesso a estas palavras realiza-se, por exemplo, com os operandos:
%IW 64 = Palavra de entrada analógica 64
%QW 80 = Palavra de saída analógica 80
Cada valor analógico ("canal") ocupa uma palavra de entrada ou saída. O formato é 'Int' um número inteiro integral. O endereçamento das palavras de entrada ou saída orienta-se conforme o endereçamento na visualização do dispositivo. Quando um valor de entrada analógica estiver disponível com o valor digitalizado, geralmente ele ainda precisa ser normalizado para que os valores numéricos correspondam às variáveis físicas do processo. Da mesma forma, a saída analógica realiza-se na palavra de saída periférica somente após a normalização do valor de saída.

## Componentes de um CLP

### CPU
A unidade central de processamento é o cérebro do CLP, tem a função de ler os valores lógicos presentes nas entradas, executar as instruções que constituem o programa e transferir para as saídas as ordens provenientes dessas instruções. É formada por duas partes fundamentais: o(s) processador(es) e as memórias. Pode conter também outros elementos, como portas de comunicação, circuitos de diagnóstico, fontes de alimentação.

### Fonte de Alimentação
Tem por função fornecer as tensões adequadas ao funcionamento do CPU (geralmente ligada aos 220 V da rede). Normalmente as fontes são projetadas para fornecer várias tensões de alimentação para os módulos. O processador normalmente necessita de uma alimentação de 5 V. Cartões de entradas e saídas digitais precisam de alimentação auxiliar para os elementos de chaveamento e conversão. 

### Processador
O processador possui como tarefa principal a execução do programa realizado pelo usuário, entretanto possui também outras tarefas, como o gerenciamento da comunicação e execução dos programas de auto-diagnósticos. Para poder realizar todas estas tarefas, o processador necessita de um programa escrito pelo fabricante, denominado sistema operacional. Este programa não é acessível pelo usuário e se encontra gravado na memória não volátil que faz parte da CPU. Existem atualmente CLP’s que utilizam mais de um processador, conseguindo assim, dividir tarefas e com isso ganhar maior velocidade de processamento e facilidade de programação.

### Memória
O sistema operacional, o programa de aplicação, as tabelas de entradas e saídas e os registros internos estão associados a diferentes tipos de memória. A capacidade de armazenamento de uma memória costuma ser quantificada em bits, bytes, ou words. O sistema operacional é gravado pelo fabricante, e como deve permanecer inalterado e o usuário não deve ter acesso, armazena-se em uma memória como as ROM, EPROM ou EEPROM, que são memórias cujo conteúdo permanece inalterável mesmo na ausência de alimentação. O programa construído pelo usuário deve permanecer estável durante o funcionamento do equipamento e também deve ser fácil de ler, escrever ou apagar. Por isso é que para seu armazenamento usam-se memórias tipo RAM ou EEPROM. No caso de serem usadas memórias tipo RAM, será necessário também o uso de baterias, já que este tipo de memória se apaga na ausência de alimentação. Como a velocidade exerce um papel importante na velocidade de operação do CLP, são utilizadas memórias tipo RAM. Em síntese, a memória é responsável pelo armazenamento de todas as informações necessárias ao funcionamento do CLP.

### Módulo de Entradas e Saídas[3]
Os CLPs antigos tratavam apenas de entradas e saídas discretas e isso acarretava em um controle parcial dos sistemas. Com o passar dos anos, e devido a necessidade de melhorar o controle dos processos acontecendo no chão de fábrica, foram implementadas ao mercado os chamados módulos de entradas e saídas analógicas e então possibilitou-se um melhor controle do que se queria mensurar/atuar, pois entradas e saídas analógicas permitem um número infinito de valores, enquanto as discretas limitam a significância das informações que podem ser tratadas tanto na entrada quanto na saída .
No controlador lógico programável (CLP), existe um componente que é tão fundamental quanto o processador e a memória, este componente é chamado de módulo de entradas e saídas. Este módulo  pode ser separado em duas partes: a parte das entradas de sinais e a parte das saídas de sinais. E cada uma dessas duas partes pode ainda ser subdividida em dois grupos: o módulo específico que trata dos dados digitais, e o módulo específico que trata das informações analógicas.

#### Módulo de Entradas
As entradas são os meios de comunicação do CLP com o processo a ser controlado. São as interfaces que permitem ao CLP receber informações sobre o processo, é onde entram os sinais de um termostato, chaves fim-de-curso, botoeiras, medidores de pressão, vazão, e todos os tipos de dispositivos usados para monitorar o processo e fornecer um retorno de informação ao CLP. As entradas podem ser digitais ou analógicas e ainda podem ser internas ou externas. As entradas externas são aquelas por onde entrará o sinal enviado por um sensor ao CLP e as internas são aquelas que recebem sinal de outro, como por exemplo, o contato de um temporizador utilizado para ligar outro componente interno ou uma saída externa.
Quando o CLP está em funcionamento, este realiza uma sequência de operações que se chama ciclo de varredura. No início de um ciclo de varredura, o CLP lê os valores que são disponibilizados pelo módulo de entradas e os salva em sua memória.
Os modelos de CLPs mais recentes já estão sendo fabricados por padrão com algumas entradas para sinais digitais integradas diretamente à unidade central de processamento e contam com a dinâmica modular para prover flexibilidade e reduzir espaço na montagem, sendo que para expandir a quantidade de entradas basta plugar diretamente no barramento do processador um ou mais módulos de expansão compatíveis com o CLP em questão. A motivação para a popularização de entradas modulares pode ser explicada pela fácil substituição, em caso de defeito ou manutenção, do bloco específico e não do equipamento como um todo, também em casos de ampliação da planta, faz-se oportunamente a adição de blocos extras diretamente em um slot ou conector no rack.
Tais módulos contêm terminais individuais para cada conexão de entrada, além de LEDs indicadores de estado para os mesmos e bornes exclusivos com tensão proveniente do módulo de alimentação para fornecer energia necessária para o funcionamento dos dispositivos que enviarão algum sinal para posterior tomada de decisão pelo processador.
O número de entradas em cada módulo de expansão pode ser de 8, 16, 32 ou 64, separadas por um bloco com bornes rosqueáveis (conhecido como borneira) para a conexão dos dispositivos através de fios nos respectivos terminais de entrada. A seção das portas de entrada para informações pode ser dividida de acordo com o tipo de sinal que será disponibilizado pelo dispositivo de campo em dois grandes grupos, separados pelo mundo do discreto e pelo mundo do contínuo:

##### Módulo de entradas de sinas discretos
É o tipo de módulo mais comum nas aplicações gerais de uma indústria, abrange uma faixa definida de informação que é da natureza TUDO/NADA, como botões de comando, chaves seletoras e sensores verdadeiro/falso. A informação entra no módulo de maneira determinística de modo a indicar o estado de algum contato externo, ou informar a presença ou ausência de alimentação no circuito em processo.
Em geral, módulo de entradas de sinais discretos trabalham em faixas constantes de tensão, que podem ser 24Vdc e 110 a 220Vac. Dependendo da aplicação, existe uma grande desvantagem em relação ao módulo de entrada de sinais analógicos, que é a deficiência em reconhecer a amplitude do sinal.

##### Módulo de entradas de sinais analógicos
É o tipo de módulo de entradas mais recente no mercado e também o mais sofisticado para aplicações que exigem valores precisos das amplitudes das leituras feitas pelos sensores. Na prática, a entrada de sinais analógicos é de suma importância quando se fala principalmente de processos que envolvem controle de temperatura, aferição de pressão e medição de vazão, e em boa parte dos casos são os transmissores/transdutores que tratam sinais dos sensores para posterior encaminhamento, geralmente na forma de tensão ou corrente (normalmente 0-10V e 0-20mA respectivamente) para as entradas do módulo do CLP. Com a informação analógica disponível nos bornes de entrada do módulo do controlador, uma medida para discretizá-lo deve ser tomada para só então o processamento ocorrer. De fato o que acontece é a transformação de um sinal analógico (sinal de entrada) para um sinal digital por um conversor analógico-digital (A/D).
Os CLPs possuem limitações de tensão e corrente para que seus componentes não se danifiquem. A tensão analógica de entrada dos módulos pode ser de dois tipos: unipolar e bipolar. Os módulos unipolares podem receber apenas sinais de entradas que variam positivamente; por exemplo, um sinal que varia entre 0V e 10V é um sinal unipolar. Sinais bipolares oscilam entre um valor máximo negativo e um valor máximo positivo; por exemplo, um sinal que varia entre -10V e 10V é um sinal bipolar. A resolução de um canal de entrada analógico refere-se a menor variação da amplitude do sinal que pode ser detectada e é representada pelo número de bits utilizado na representação do sinal; por exemplo, uma resolução de 2mV significa que a cada variação positiva ou negativa de 2mV do sinal haverá variação positiva ou negativa do 1 bit menos significativo que representa o sinal digitalmente, respectivamente. Um sinal bipolar de -10V a 10V lido por um canal com resolução de 12 bits, por exemplo, pode ser detectado em intervalos de 20V/2¹² (aproximadamente 4,9mV).
Os dispositivos para entradas analógicas deverão ser compatíveis com as entradas analógicas do CLP, em relação ao tipo de sinal (corrente ou tensão) e a faixa de valores deste sinal, fornecendo ao CLP sinais elétricos variáveis, proporcionais à variação da grandeza física que está sendo medida.

#### Módulo de Saídas
Em geral, tais módulos de comunicação externa são uma via de mão dupla, enquanto um capta informação dos sensores, o outro a devolve para os atuadores no chão de fábrica. As saídas são os caminhos pelos quais a CPU envia uma informação ao processo, resultado do processamento do programa do usuário. São as interfaces através das quais o CLP pode alimentar uma carga. Assim como as entradas, as saídas também podem ser digitais ou analógicas. As saídas, assim como as entradas, podem ser externas ou internas. As saídas externas são aquelas por onde se comanda um motor, por exemplo. Isto é, o controlador irá enviar um sinal elétrico para um componente externo a ele, enquanto que uma saída interna pode ser a bobina de um temporizador interno.
A respeito da sequência de operações denominada anteriormente por ciclo de varredura, após ter lido os valores que são disponibilizados pelo módulo de entradas e tê-los salvo na memória, o processamento acontece de acordo com instruções definidas no decorrer do programa. No passo seguinte é atualizada a interface/módulo de saídas com os resultados processados da memória. Analogamente ao que acontece com as entradas, as portas de saída para informações pode ser dividida de acordo com o tipo de sinal que será disponibilizado ao dispositivo de campo em dois grandes grupos, separados pelo mundo do discreto e pelo mundo do contínuo:

##### Módulo de saídas de sinais discretos
Os módulos de saída discretos são utilizados para ligar ou desligar um dispositivo de campo e podem ser usados para controlar qualquer dispositivo de dois estados (ligado/desligado). Eles estão disponíveis nas versões CA e CC, com vários valores de tensão e corrente, e podem funcionar através de transistor, triac ou relé na saída. As saídas com triac só podem ser utilizadas para o controle de dispositivos CA, enquanto as saídas com transistor, só para o controle de CC. O módulo de saída discreto por relés utiliza o eletromecanismo (bobina) como elemento de chaveamento. Esses relés na saída podem ser utilizados com dispositivos CA ou CC, mas eles têm um tempo de chaveamento bem menor comparado com o das saídas de estado sólido.

##### Módulo de saídas de sinais analógicos
O módulo de saídas de sinais analógicos funciona basicamente de forma inversa ao módulo de entrada. Ele recebe dados digitais do CPU, com sua representação binária de tamanho referente à sua resolução; por exemplo um módulo de saída analógico de 12 bits pode enviar para a sua saída 2¹² = 4096 valores distintos dentro de sua faixa de operação. Os dados recebidos são convertidos proporcionalmente em um sinal analógico por meio de um conversor digital-analógico (D/A). Os dispositivos comumente controlados por um módulo de saída analógico são válvulas de controle, registradores gráficos, acionadores eletrônicos e outros atuadores proporcionais (que respondem a sinais analógicos).

#### Módulos Alternativos[5]
Existem vários tipos de módulos diferenciados, que não se limitam apenas a distinguir e produzir valores discretos e analógicos, mas também a realizar funções diferenciadas. Entre eles, temos:
- Módulo contador de alta velocidade (para contar pulsos em velocidade não suportada pelo processador do CLP);
- Módulo Thumbweel (chave mecânica);
- Módulo TTL (para a transmissão e recepção de sinais TTL);
- Módulo contador decodificador (encoder);
- Módulo Basic ou ASCII (funciona com programas escritos em Basic ou C);
- Módulo para motor de passo;
- Módulo de saída BCD (para operar dispositivos que exigem sinais com o código BCD, como displays de sete segmentos);
- Módulo PID (módulo proporcional-integral-derivativo para trabalhar com algorítmos PID);
- Módulo de controle de movimento e posição (para controle de máquinas de alta precisão);
- Módulo de comunicação serial.

#### Especificações dos Módulos de Entradas e Saídas[5]

##### Especificações das E/S discretas
A tensão nominal do módulo de entrada discreto significa a amplitude do sinal que pode ser colocado na entrada (por exemplo, 5 V, 24 V, 230 V) e o seu tipo (CA ou CC).
A tensão de entrada limiar diz a respeito da mínima tensão fornecida na entrada para que seja reconhecida a lógica LIGADO e a máxima tensão para que o valor DESLIGADO seja reconhecido, já que na prática o valor 0V, que representaria exatamente a lógica DESLIGADO, nunca é alcançado.
Tempo de resposta refere-se ao tempo que o CPU do CLP leva para reconhecer que um dispositivo de campo foi LIGADO ou DESLIGADO.
Tensão de saída especifica o tamanho e o tipo de tensão fornecidos pelo CLP, dentro dos limites que o módulo foi criado para funcionar.

##### Especificações das E/S analógicas
As faixas de tensão/corrente de entrada referem-se aos valores de tensão ou corrente dentro dos limites de funcionamento do módulo (que o CLP pode reconhecer), e devem estar de acordo com a variação dos sinais de corrente ou de tensão gerados pelos sensores analógicos ligados às entradas do módulo.
As faixas de tensão/corrente de saída definem as faixas de sinais de corrente ou tensão cujo módulo consegue detectar (máxima e mínima) e funcionar segundo um programa de controle. As faixas de saídas devem estar de acordo com a variação dos sinais de tensão ou corrente que serão necessários para acionar os dispositivos analógicos na saída conectados ao módulo. Quando um CLP possui muitas saídas, ocasionalmente pode ocorrer de a máxima corrente fornecida pela saída não ser suficiente para alimentar os dispositivos de campo, sendo necessário a utilização de uma fonte externa junto a saída do CLP, geralmente acionada por um relé.
A resolução de um módulo de E/S de sinal analógico especifica com que precisão um sinal analógico pode ser representado digitalmente dentro do programa, determinando a menor unidade de medição de corrente ou tensão (como já citado anteriormente). Quanto maior a resolução (comumente utilizada em bits), maior será a precisão do valor analógico representado no CPU do CLP.

### Dispositivo de Programação
É o dispositivo através do qual o programa é inserido na memória do processador, são bastante utilizados para manutenção de CLP’s em campo. Apesar disto os computadores pessoais são os dispositivos de programação mais utilizados devido ao monitor do computador ser capaz de mostrar na tela mais lógicas que os dispositivos compactos, facilitando a visualização.